# Jean Genet
Jean Genet, född 19 december 1910 i Paris, död 15 april 1986 i Paris, var en fransk romanförfattare, dramatiker, poet, essäist och politisk aktivist. Tidigt i livet levde han som vagabond, småkriminell och prostituerad, men blev senare författare. Bland hans mest kända verk återfinns romanerna Tjuven och kärleken (Notre-Dame-des-Fleurs, 1943), Matrosen och stjärnan (Querelle de Brest, 1947), Tjuvens dagbok (Journal du voleur, 1949) och teaterpjäsen Jungfruleken (Les Bonnes, 1947). Genrer han skrev inom var bland annat nyckelroman, erotisk litteratur och absurd teater. Flera av hans romaner var kontroversiella för deras uttryckliga och ofta medvetet provocerande framställning av homosexualitet och brottslighet.

## Adaptioner
Romanen Matrosen och stjärnan filmatiserades 1982 av Rainer Werner Fassbinder, under titeln Querelle, på svenska Matrosen och stjärnan. Pjäsen Jungfruleken har blivit kammaroperan Jungfrurna, komponerad av Peter Bengtson. Den uruppfördes 1994 på Stockholmsoperan.